# 남구·해운대구
남구·해운대구는 대한민국의 옛 국회의원 선거구이다. 당시 부산직할시 남구와 해운대구 지역을 관할했다.

## 역사
1980년 4월, 동래구의 일부 지역이 해운대구로 분리되었다. 이에 제11대 국회의원 선거를 앞두고 기존의 남구와 새로 신설되는 해운대구를 함께 관할하는 선거구로 신설되었다.
제13대 국회의원 선거를 앞두고 남구 갑, 남구 을, 해운대구 선거구로 각각 독립되면서 폐지되었다.

## 역대 국회의원
| 선거   | 정당 | 정당       | 1위 의원 | 정당 | 정당       | 2위 의원 |
| ------ | ---- | ---------- | -------- | ---- | ---------- | -------- |
| 1981년 |      | 민주정의당 | 이흥수   |      | 민주한국당 | 김승목   |
| 1985년 |      | 신한민주당 | 이기택   |      | 민주정의당 | 유흥수   |

## 역대 선거 결과

### 대한민국 제11대 국회의원 선거
|  | 32.93% |

|  | 28.88% |

|  | 11.27% |

|  | 10.46% |

|  | 8.04% |

|  | 5.80% |

|  | 2.59% |

### 대한민국 제12대 국회의원 선거
|  | 43.00% |

|  | 32.51% |

|  | 14.59% |

|  | 9.88% |